# Vachrušev
Vachrušev (in russo Вахрушев?; prima del 1946 Tomarikisi, in giapponese 泊岸村?) è un insediamento di tipo urbano della Russia asiatica situato nell'Estremo Oriente Russo, nell'oblast' di Sachalin (distretto Poronajskij).
Si trova nel sud-est dell'isola di Sachalin, a 8 km dalla costa del golfo Terpenija (mare di Ochotsk), 230 km a nord di Južno-Sachalinsk, il capoluogo dell'oblast'.